# Astragalus igniarius
Astragalus igniarius är en ärtväxtart som beskrevs av Mikhail Grigoríevič Popov. Astragalus igniarius ingår i släktet vedlar, och familjen ärtväxter. Inga underarter finns listade i Catalogue of Life.